# Lac de Mar
El Lac de Mar (en català, estany de Mar) és un llac glacial que es troba al Circ de Restanca, al llarg d'una vall penjada sobre l'estany de la Restanca. És un estany allargat i orientat de sud oest a nord est. La seva altitud és 2.248 metres i la seva superfície és de 37,66 hectàrees. L'estany té en el seu centre una petita illa anomenada Unhòla. L'estany és dintre de la zona perifèrica del Parc Nacional d'Aigüestortes i Estany de Sant Maurici, i pertany al terme municipal de Naut Aran a la vall d'Aran. Al nord de l'estany s'erigeix el massís del Tossau de Mar amb els seus 2.739 metres d'altitud.
En el veí estany de la Restanca es troba el Refugi de la Restanca.

## Construccions hidroelèctriques
L'estany està alimentat de forma artificial per una canalització soterrada procedent del Lac de Rius i el Lac Tòrt de Rius. A través d'una canalització de drenatge el Lac de Mar desaigua a l'estany de la Restanca. Aquestes obres foren realitzades per l'empresa Sociedad Productora de Fuerzas Motrices entre 1944 i 1952 per canalitzar l'aigua dels estanys de la zona cap el Salt d'Arties a Mont-romies per ser aprofitada a la central d'Arties.
El mes de maig de 1949 quan es realitzaven les cales per comunicar el fons de l'estany de Mar amb el seu túnel de desguàs va haver un gravíssim accident, amb 3 treballadors morts: el primer intent de foradar amb explosius no va reeixir a comunicar el túnel de desguàs amb el fons del llac i uns treballadors van entrar al túnel per veure que havia fallat. No queda clar si va ser a causa dels gasos produïts per l'explosió, o be, per l'explosió accidental d'un cartutx de dinamita, la qüestió es que hi van morir 3. Fins a l'any 1952 no es pogué “calar” l'estany de Mar.

## Ral·li d'esquí de muntanya
L'abril de 1959 es va celebrar el primer ralli d'esquí de muntanya organitzat pel Centre Excursionista de Catalunya. La prova començà a l'edifici de l'antic hospital de Viella ascendint fins al Coll de Rius, recorrent l'Estany Tòrt i entrant al Circ de Restanca per la Collada deth Lac de Mar. D'aquí es seguí fins a saltar pel Coll de Oelhacrestada cap el refugi Ventosa i Calvell.

## Imatges

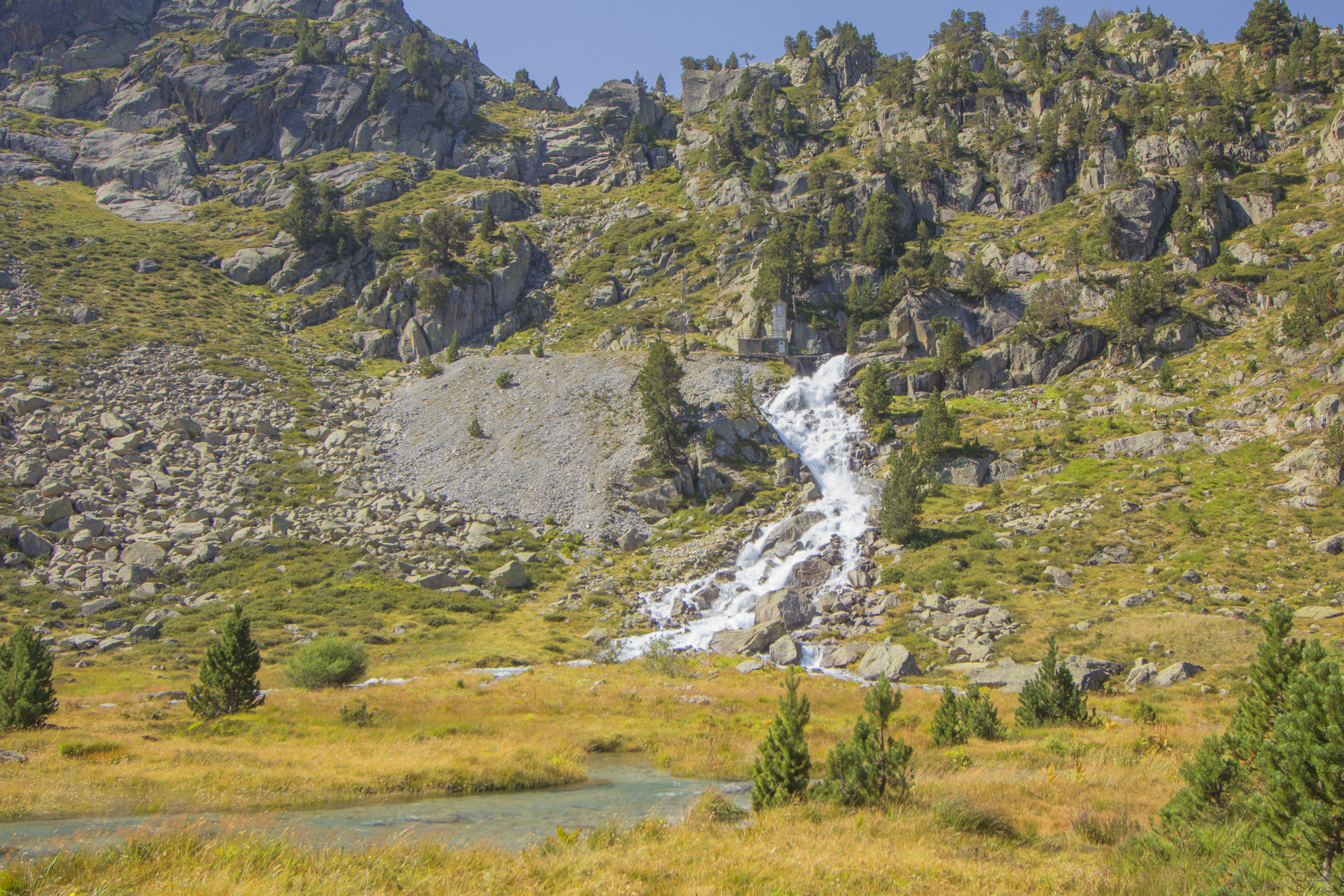
Sortida del túnel de drenatge del Lac de Mar
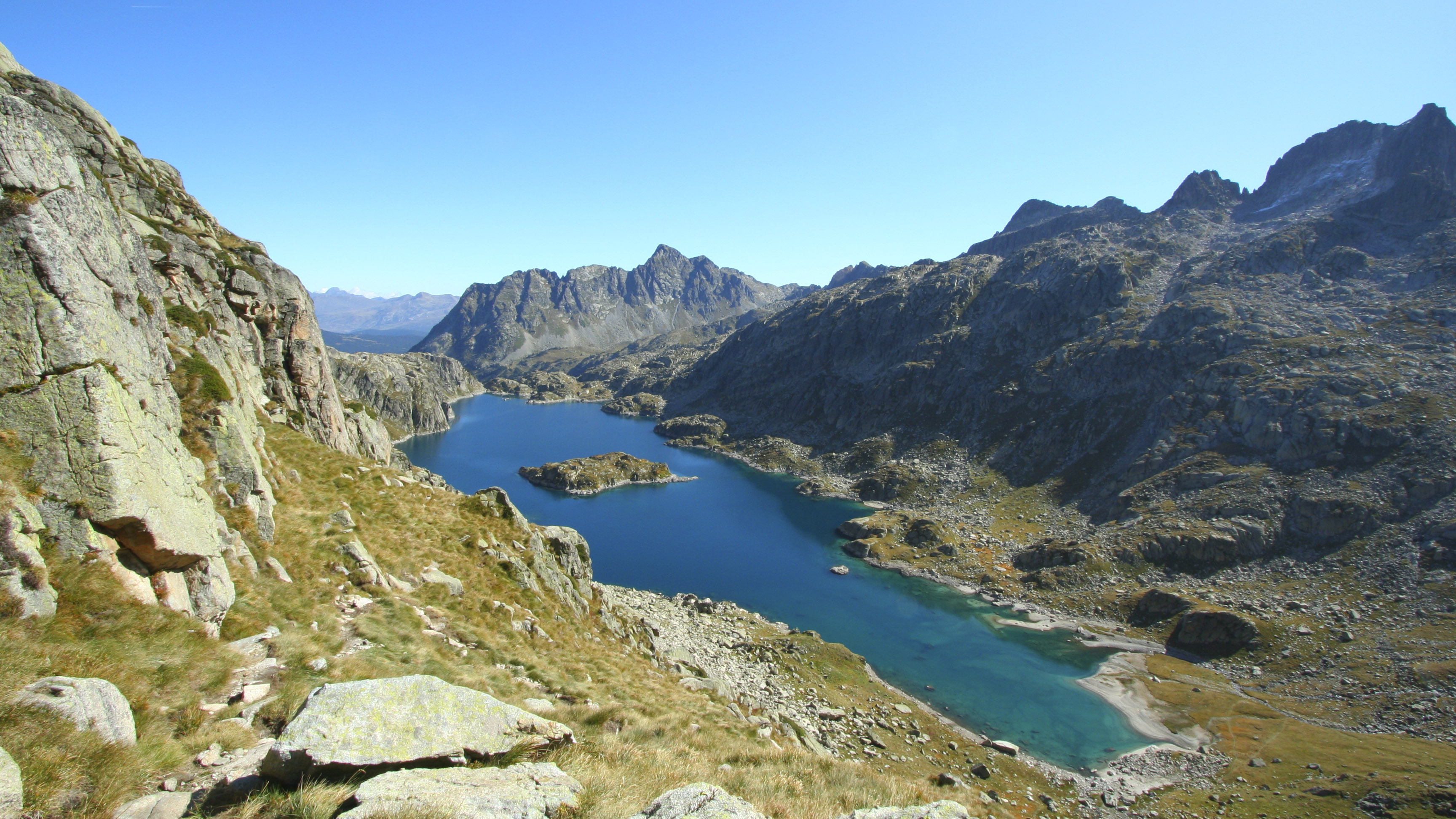
Vista general des de la collada del Lac de Mar